# Арабы в Румынии
Арабы в Румынии (рум. Arabii din România) — это люди из арабских стран, которые живут в Румынии. Некоторые из них приехали в Румынию в эпоху Чаушеску, когда многим арабским студентам были предоставлены стипендии для обучения в румынских университетах. Большинство из них составляли ливанцы, сирийцы, палестинцы, иракцы, суданцы, египтяне и иорданцы. Большинство из этих студентов вернулись в страны своего происхождения, но некоторые остались в Румынии, создав здесь семьи. По оценкам, в течение 1980-х годов в Румынии обучалось почти полмиллиона арабов с Ближнего Востока.
Новая волна арабской иммиграции началась после Румынской революции. Многие из вновь прибывших арабов приехали в Румынию в 1990-х годах для развития бизнеса. Кроме того, в Румынии есть люди из арабских стран, которые имеют статус беженцев (беженцев от гражданской войны в Сирии) или нелегалов, в основном из Северной Африки, которые пытаются иммигрировать в Западную Европу. В частности, европейский миграционный кризис привёл к приезду сирийцев в Румынию, хотя многие сирийцы уже жили в Румынии во время кризиса.
В 2005 году было подсчитано, что в то время в Румынии проживало около 5000 арабов (в число 5000 входят не только арабы, но и курды, иранцы, афганцы, берберы, ассирийцы и другие). Однако с тех пор больше арабов мигрировали в Румынию. Например, в 2017 году Румыния предоставила вид на жительство 1330 арабам, большинство из них из Сирии (почти половина), на втором месте Ирак. Большинство арабов в Румынии являются мусульманами, но есть и арабы-христиане. Сегодня арабы Румынии являются выходцами из многих арабских стран, в частности из Ливана, Сирии, Туниса, Египта, Ирака, а также из небольших групп из Иордании, Алжира, Марокко, Ливии, Палестинских территорий, Судана, Саудовской Аравии, Сомали, Эритреи, Йемена, Мавритании, Коморских Островов, Джибути, которые эмигрировали из своих родных стран и в настоящее время проживают в Румынии.
Большинство из них этнические арабы, но есть многочисленные группы, которые включают курдов, коптов, друзов, маронитов, ассирийцев, берберов, африканцев, туркмен, цыган и других.